# Coptomia lambertoni
Coptomia lambertoni es una especie de escarabajo del género Coptomia, categorizada en la tribu Stenotarsiini, de la subfamilia Cetoniinae.

## Distribución
Se distribuye por Madagascar.

## Taxonomía
Fue descrita por Pouillaude en 1913.
Tratamiento taxonómico
La especie aparece registrada y publicada en Description d’une espèce nouvelle appartenant au genre Coptomia Burm. Insecta 3(27):85-87.